# Mesoleius cingulatus
Mesoleius cingulatus là một loài tò vò trong họ Ichneumonidae.